# Urszula Kosińska
Urszula Kosińska – polska historyk, doktor habilitowany nauk humanistycznych.

## Życiorys
W 1999 r. obroniła pracę doktorską pt. Sejm 1719-1720 a sprawa ratyfikacji traktatu wiedeńskiego, której promotorem była prof. Zofia Zielińska, w 2013 r. habilitowała się na podstawie pracy zatytułowanej August II w poszukiwaniu sojusznika. Między aliansem wiedeńskim i hanowerskim (1725-1730).
Pracuje na Uniwersytecie Warszawskim, oraz należy do Rady Dyscyplin Naukowej - Historii UW.